# Claudio Cunha
Claudio Luiz Lima Cunha, nascido no povoado Turirana,  (Apicum-Açu, 13 de Julho de 1968), é um político brasileiro, filiado ao PL, eleito para o cargo de Deputado Estadual por Maranhão nas eleições de 2022, com 39.104 votos.

## Biografia
Iniciou sua vida pública como radialista, na década de 80, no Serviço de Divulgação Voz Alvorada (SEDAVA), no município de Cururupu (MA). Depois, atuou como repórter e locutor na Rádio Educadora do Maranhão Rural e, em seguida, no Sistema Alecrim de Comunicação de Caxias e na Rádio Cultura FM de Imperatriz. Atualmente, cursa graduação em Gestão Pública. 
Começou sua carreira política se candidatando a Prefeito de Apicum-Açu, sua cidade natal em 2004, não sendo eleito.
Se candidatou novamente a Prefeito e não sendo eleito em 2008.
Em 2012 se candidatou e desta vez foi eleito, sendo re-eleito em 2016.
Foi prefeito do município de Apicum-Açu por dois mandatos consecutivos. É empresário, casado com Valdine de Castro Cunha, prefeita do município de Serrano do Maranhão; e pai de quatro filhos: Jéssica Islla, Caio Vitor, Yago e Ítallo. 
Se candidatou à Deputado Estadual do Maranhão, e sendo eleito.
É filho de José Claudionor Cunha e Maridete Lima Cunha, ambos lavradores. 